# Trichomycterus spegazzinii
Trichomycterus spegazzinii är en fiskart som först beskrevs av Berg, 1897.  Trichomycterus spegazzinii ingår i släktet Trichomycterus och familjen Trichomycteridae. Inga underarter finns listade i Catalogue of Life.